# شبه جزيرة لياودونغ

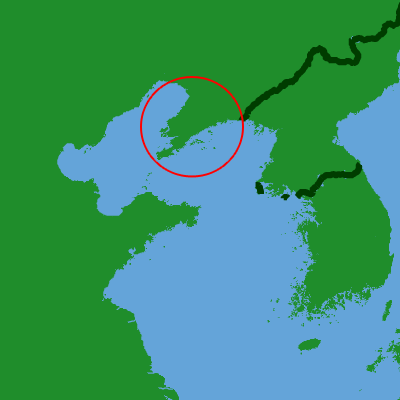
موقع شبه جزيرة لياودونغ

شبه جزيرة لياودونغ أو لياوتونغ ( (بالصينية المبسطة: 辽东半岛; بالصينية التقليدية: 遼東半島; البينيين: Liáodōng Bàndǎo)) هي شبه جزيرة تقع في جنوب مقاطعة لياونينج في شمال شرق الصين ، وتشكل النصف الساحلي الجنوبي الغربي من منطقة لياودونغ. تقع بين مصبات نهر دالياو (القسم السفلي التاريخي لنهر لياو ) في الغرب ونهر يالو في الشرق، وتشمل أراضي مدينة داليان الفرعية بأكملها وأجزاء من مدن المحافظات ينغكو وأنشان وداندونج.
كلمة "لياودونغ" تعني حرفيًا "شرق منطقة لياو"، وتشير في الأصل إلى قيادة يان خلال فترة الدول المتحاربة في منطقة لياودونغ، التي كانت تمتد من حدود لياونينج-جيلين الحديثة في الشمال إلى نهر تشونغتشون في شبه الجزيرة الكورية جنوبًا، ومن شرق جبال تشيان حتى منطقة رطبة كبيرة، كانت تعرف تاريخيًا باسم "مستنقع لياو" (遼澤، Liáo zé) بين الضفاف الغربية لنهر لياو الأوسط وقاعدة جبل ييوولو. وقد شملت هذه المنطقة تقريبًا المناطق الحديثة من شينمين ولياوزونغ وتايآن وبانشان وبيزين. أما الاستخدام الحديث لمصطلح "لياودونغ"، فيشير ببساطة إلى النصف الشرقي من مقاطعة لياونينج على الضفة اليسرى/الشرقية لنهر لياو/دالياو.

## الجغرافيا

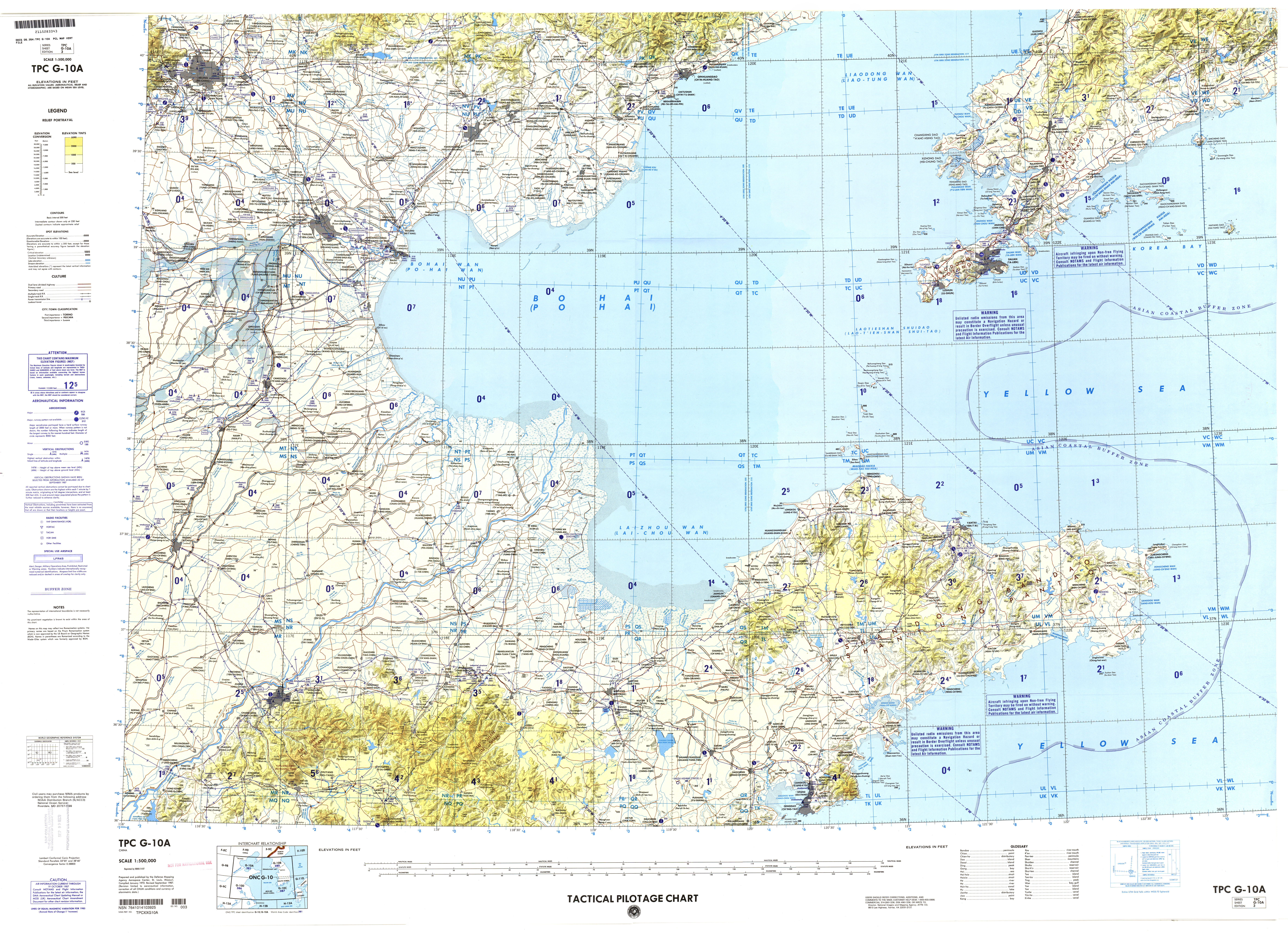
خريطة تتضمن شبه جزيرة لياودونغ

تقع شبه جزيرة لياودونغ على الشاطئ الشمالي للبحر الأصفر، حيث تفصل بين خليج لياودونغ (أكبر الخلجان الثلاثة في بحر بوهاي) إلى الغرب وخليج كوريا إلى الشرق. تشكل هذه المنطقة الجزء الجنوبي من حزام جبلي يمتد شمالاً ليصل إلى جبال تشانغباي. ويُعرف الجزء من سلسلة الجبال الموجودة في شبه الجزيرة باسم جبال تشيانشان، التي سميت نسبة إلى جبل تشيان في مدينة آنشان، وتشمل أيضًا جبل داهي في مدينة داليان.

## تاريخ

### ما قبل هان
كانت منطقة لياودونغ مأهولة منذ عصور ما قبل التاريخ بشعوب العصر الحجري الحديث، مثل ثقافة شينلي. لاحقًا، أصبحت المنطقة جزءًا من مملكة جوجوسون، التي ضمت شمال شبه الجزيرة الكورية والمناطق الواقعة جنوب شرق نهر لياو. وفي أواخر القرن الرابع قبل الميلاد، غزت دولة يان الصينية المنطقة من مملكة جوجوسون، وأسست فيها قيادة لياودونغ.

### هان إلى تشينغ
بعد سقوط دولة يان، استولت أسرة تشين القصيرة العمر على المنطقة، ثم تبعتها أسرة هان التي خلفتها بشكل بارز. وبعد تفكك أسرة هان في بداية القرن الثالث، تغيرت السيطرة على المنطقة بين دول أمراء الحرب المختلفة مثل جونجسون يوان، وووهوان البدوية، وكاو وي، قبل أن تصبح المنطقة أخيرًا تحت حكم أسرة جين الغربية الموحدة.
ومع ذلك، بعد سقوط أسرة جين الغربية بسبب انتفاضة البرابرة الخمسة، وخلال فترات الممالك الستة عشر الفوضوية اللاحقة، حكمت المنطقة كل من يان السابقة، وتشين السابقة، ويان اللاحقة، ثم جوجوريو، قبل أن تتمكن أسرة تانغ من استعادتها واحتلالها مرة أخرى.
في عام 698 م، مكنت هزيمة وو تشو في معركة تيانمينلينغ دولة بالهاي التي تأسست حديثًا من حكم المنطقة لمدة قرنين تقريبًا، قبل أن تحل محلها سلالة لياو الخيتانية، ثم تبعتها سلالة جين، وسلالة يوان، وسلالة مينغ، وأخيرًا سلالة تشينغ.
كانت لياودونغ الوجهة الرئيسية للاجئين من شاندونغ وخبي بسبب المجاعة التي اجتاحت شمال الصين في الفترة من 1876 إلى 1879. تم تخفيف الحظر الذي فرضته أسرة تشينغ سابقًا على الهجرة إلى شمال شرق الصين بشكل رسمي، مما شكل بداية لتدفق المهاجرين من قوانغدونغ. في عام 1876، أبلغ المسؤولون الصينيون مفوض الجمارك في ينغكو أن 600 ألف شخص قد وصلوا إلى شبه جزيرة لياودونغ. أدت جهود الحكومة للحفاظ على معاقل المانشو خالية من الاستيطان الصيني إلى تركيز اللاجئين في منطقة لياودونغ.

### القرن التاسع عشر والقرن العشرين

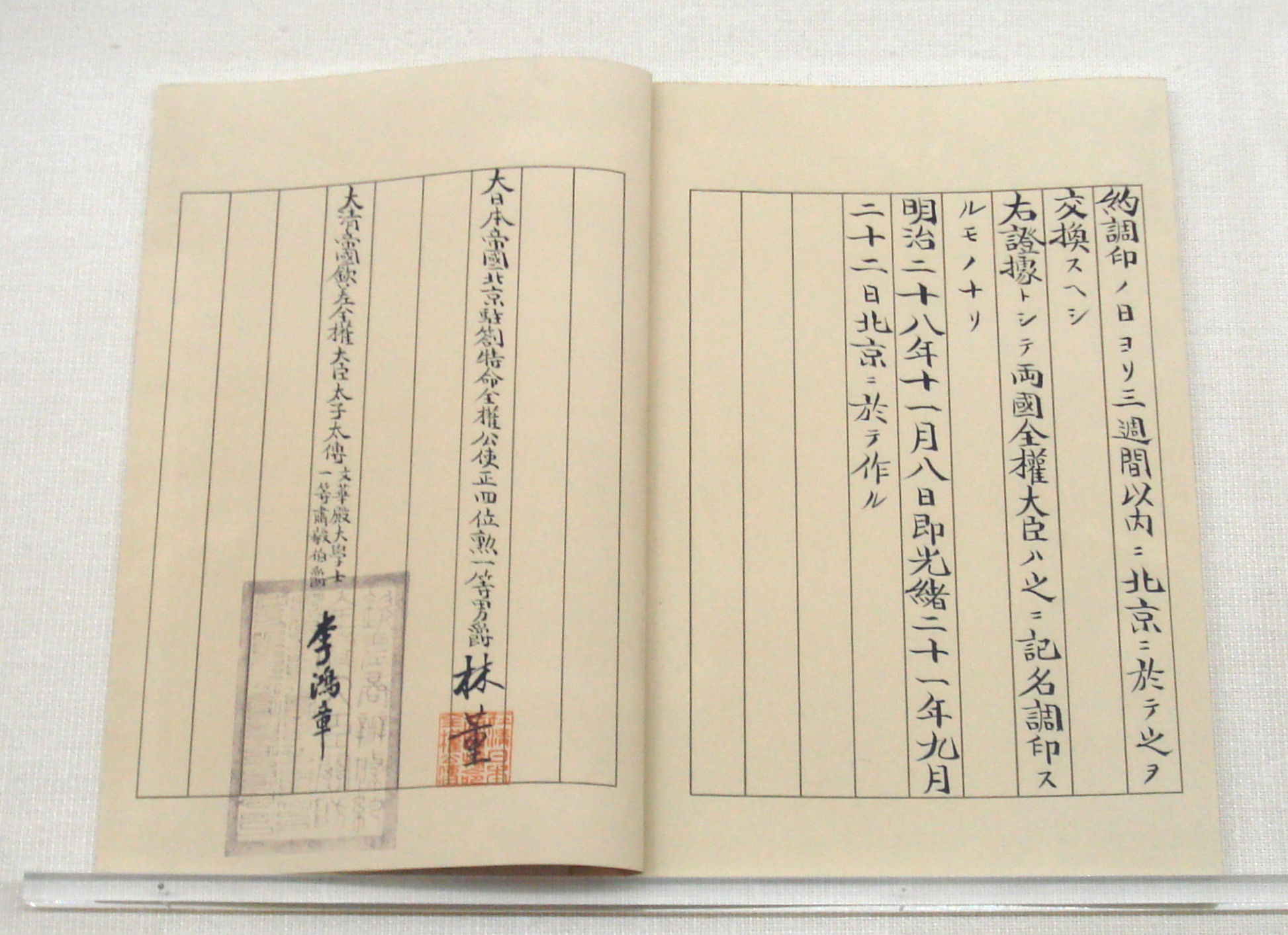
اتفاقية إعادة التعيين في شبه جزيرة لياوتونغ، 8 نوفمبر 1895.

كانت شبه جزيرة لياودونغ منطقة صراع هامة خلال الحرب الصينية اليابانية الأولى (1894-1895). أسفرت الهزيمة الصينية عن تسريع انحدار أسرة تشينغ، التي استغلتها القوى الاستعمارية لانتزاع العديد من التنازلات منها. بموجب معاهدة شيمونوسيكي المؤرخة في 17 أبريل 1895، تم التنازل عن شبه الجزيرة لليابان، بالإضافة إلى تايوان وبينغو. ومع ذلك، تم إلغاء التنازل عن شبه جزيرة لياودونغ بعد التدخل الثلاثي في 23 أبريل 1895 من قبل روسيا وفرنسا وألمانيا. عقب هذا التدخل، ضغطت الحكومة الروسية على أسرة تشينغ لاستئجار لياودونغ وميناء لوشونكو (بورت آرثر) ذي الأهمية الاستراتيجية لاستخدامه من قبل البحرية الروسية.
كما حدث في الحرب الصينية اليابانية الأولى، كانت شبه جزيرة لياودونغ مسرحًا لمعارك كبرى خلال الحرب الروسية اليابانية (1904-1905)، بما في ذلك الحصار الدموي لبورت آرثر. ونتيجة لمعاهدة بورتسموث المؤرخة في 5 سبتمبر 1905، التي أنهت الحرب الروسية اليابانية، تم الاتفاق بين الجانبين على إخلاء منشوريا وإعادتها إلى الصين، باستثناء أراضي شبه جزيرة لياودونغ المستأجرة التي تم نقلها إلى اليابان. هذه الأراضي كانت ستديرها اليابان لاحقًا باعتبارها أراضي كوانتونغ المستأجرة.
بعد أن خسرت اليابان الحرب العالمية الثانية، وتم تأسيس جمهورية الصين الشعبية في عام 1949، خضعت شبه جزيرة لياودونغ مرة أخرى للحكم الصيني الموحد، وظلت تحت السيطرة الصينية حتى يومنا هذا.